# Salix udensis
Espèce
Classification APG III (2009)
Salix udensis (syn. S. sachalinensis F.Schmidt), le Saule de Sakhaline, est une espèce de plantes à fleurs de la famille des Salicaceae. C'est un saule originaire du nord-est de l'Asie, de l'est de la Sibérie (y compris le Kamtchatka), du nord-est de la Chine et du nord du Japon.

## Description

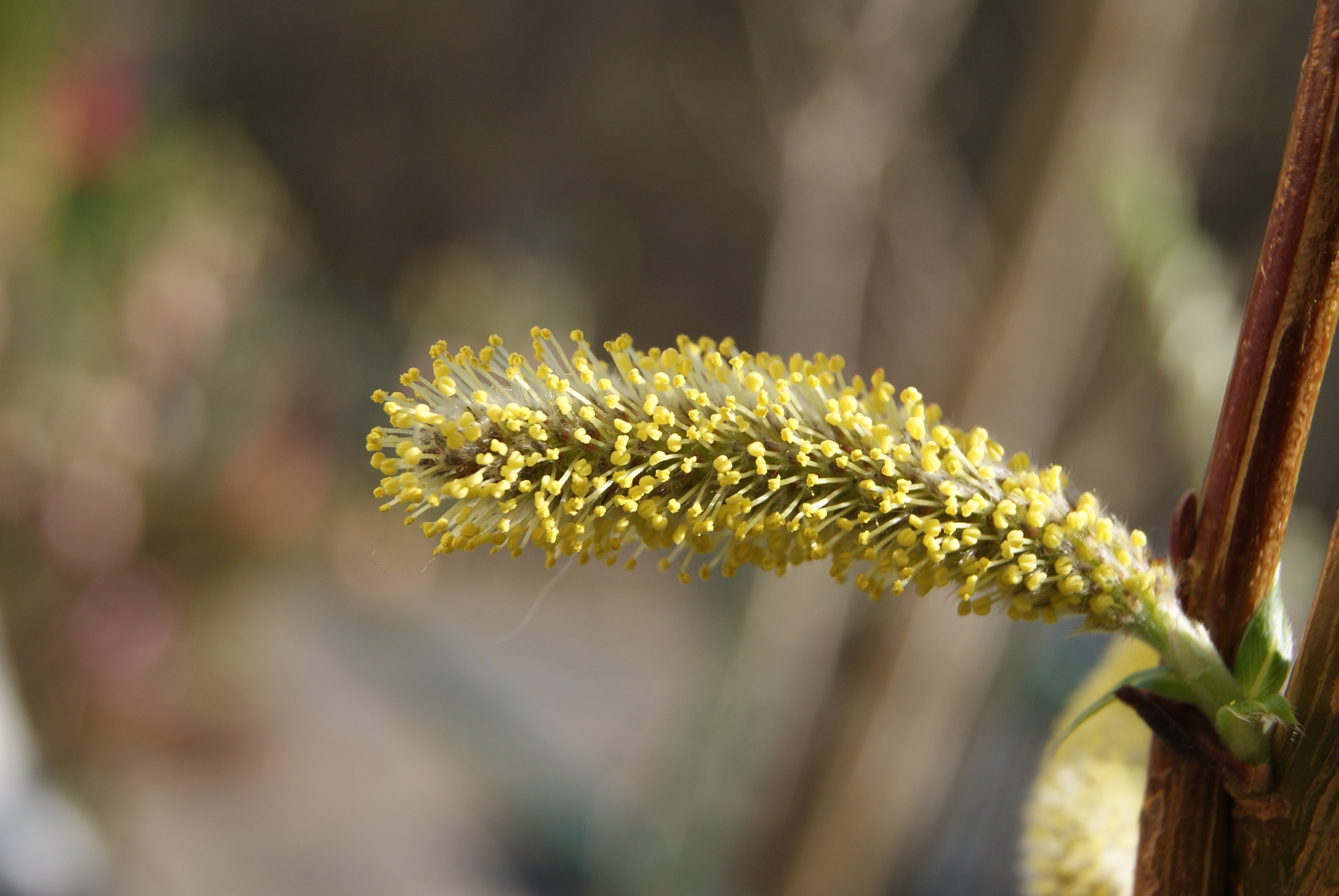
Chaton mâle.

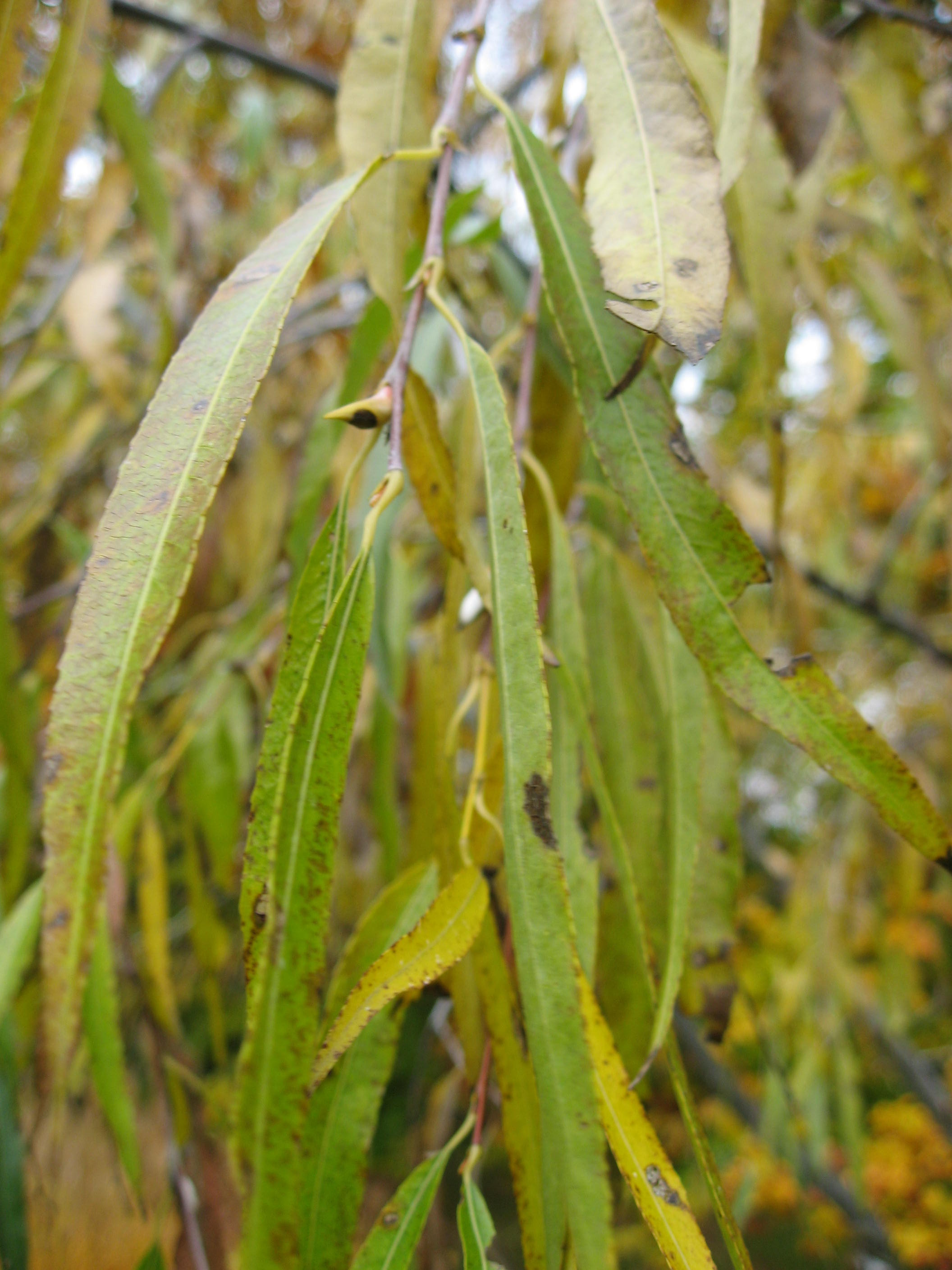
Longues feuilles fines.

C'est un buisson aux feuilles caduques atteignant jusqu'à 5 m de haut. Les feuilles sont fines, lancéolées, longues de 6 à 10 cm et larges de 0,8 à 2 cm, d'un vert sombre et brillant sur la face supérieure, glauques et légèrement velues au-dessous, avec une bordure dentée. Les fleurs apparaissent au début du printemps, ce sont des chatons de 2  à 3 cm de long.
Le cultivar S. udensis 'Sekka' (Japanese fantail willow) est cultivé comme arbre d'ornement pour ses tiges qui se joignent dans un arrangement original, très apprécié par les confectionneurs d'Ikebana. Les rameaux sont en effet rouges, contournés et aplatis. De plus, les chatons sont gros et nombreux.